# Định danh

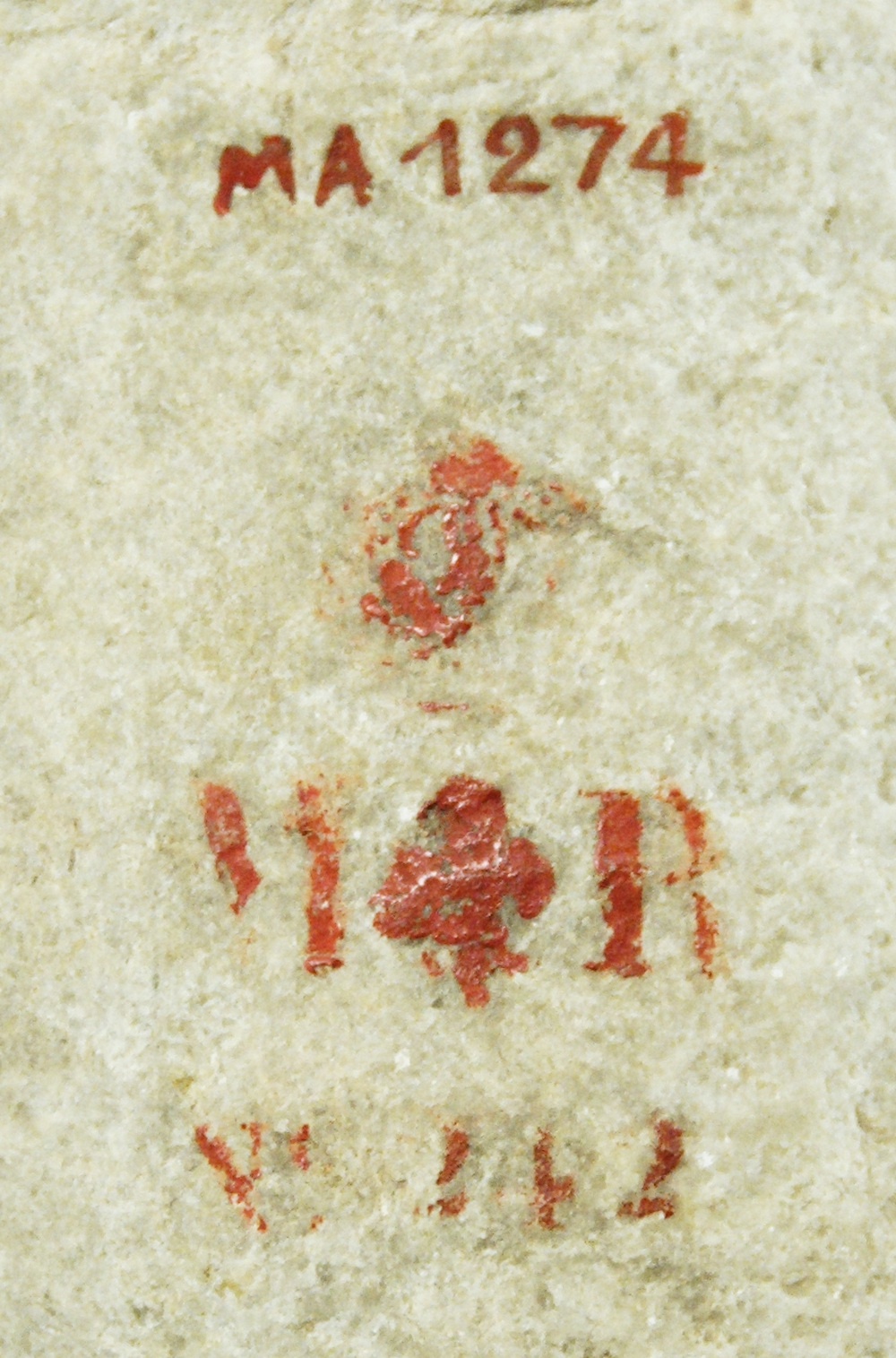
Định danh ở sau lưng một bức tượng ở Viện bảo tàng Louvre

Định danh (hay mã nhận dạng, tiếng Anh: identifier) là một tên xác định (tức là, gắn nhãn nhận dạng của) một đối tượng duy nhất hay một lớp duy nhất của đối tượng, trong đó "đối tượng" hay lớp có thể là một ý tưởng, một đối tượng (hay lớp) vật lý [đếm được], hay vật chất vật lý (hay lớp) [không đếm được]. Chữ viết tắt ID thường chỉ sự nhận dạng, quy trình nhận dạng, hay định danh (tức là, một thực thể của sự định danh). Định danh có thể là một từ, số, chữ cái, ký hiệu, hay bất kì sự kết hợp nào của chúng.

## Trong khoa học máy tính
Trong khoa học máy tính, định danh (ID) là các mã dùng để đặt tên cho các thực thể. Định danh được sử dụng rộng rãi trong hầu hết các hệ thống thông tin.